# Anne Marie Carl-Nielsen
Anne Marie Carl-Nielsen née Brodersen (née le 21 juin 1863 à Sdr. Stenderup près de Kolding – morte le 21 février 1945 à Copenhague) est une peintre et sculptrice danoise, membre du conseil de l'Académie royale danoise des beaux arts (Akademirådet).

## Biographie
Anne Marie Carl-Nielsen est la fille du propriétaire rural Povl Julius Brodersen et de sa femme Frederikke Johanne Kirstine Gylling. Sa jeunesse passée dans une ferme, et son amour pour les animaux l'influencent beaucoup plus tard dans le choix de ses motifs.
En 1926, elle part étudier à Paris, et intègre l'Académie Moderne.
Anne Marie Carl-Nielsen et le célèbre compositeur danois Carl Nielsen se marient et ont une fille, Anne Marie Frederikke Telmanyi (1893-1983).
Anne Marie Carl-Nielsen connaît ses débuts de sculptrice à l'occasion d'une exposition de Charlottenborg à Copenhague et elle rejoint l'organisation Den Frie Udstilling ou Exposition Libre, en 1892. 
Elle participe à des compétitions artistiques aux Jeux olympiques d'été de 1932 et 1936.
Anne Marie est inspirée par le sculpteur Rodin comme beaucoup d’autres artistes de son temps.
Elle travaille dans un style naturaliste avec un penchant pour le monumental.
Elle est enterrée au cimetière Vestre à Copenhague.

## Œuvre
Les signatures d’Anne Marie Carl-Nielsens sont le plus souvent 
AMCN, AMC-N f. B ou Anne Marie Carl-Nielsen f. Brodersen
Son œuvre se compose d'environ un millier de sculptures et près de 750 esquisses et autres dessins.
De cette œuvre, on peut citer :
- La statue équestre du roi Christian IX dans le manège du château de  Christiansborg  à Copenhague et qui fut son plus gros ouvrage. Commandée en 1908, la statue ne fut terminée qu'en 1928, soit 22 ans après la mort du roi.
- La statue équestre de la reine Marguerite Ire à Roskilde.
- Thor combattant le serpent de la terre (Midgårdsormen), 1887
- Un veau qui se lèche, 1887
- Un taureau debout, 1896
- Un taureau folâtre, 1898
- Un jeune centaure, 1902
- Le buste du compositeur Carl Nielsen, 1930-1931
- La pierre tombale de la famille Carl Nielsen